# Wappen der Französischen Süd- und Antarktisgebiete

Wappen der Französischen Süd- und Antarktisgebiete

Das Wappen der Französischen Süd- und Antarktisgebiete, eines französischen Überseegebiets in der Antarktis, wurde am 4. September 1958 angenommen. Der Wappenentwurf wird Suzanne Gauthier zugeschrieben.

## Beschreibung
Das Wappen ist in Blau und Gold geviert.
Das erste Feld zeigt eine silberne Kerguelenkohl-Pflanze und im zweiten Feld einen pfahlgestellten schwarzen Hummer. Das dritte Feld zeigt einen schwarzen goldgekrönten Pinguinkopf, und im letzten ist ein weißer Eisberg abgebildet.
Über dem Schild ist ein aufwärts gebogener goldener Balken über zwei nach außen geneigte weiße Anker mit drei herausragenden fünfzackigen goldenen Sternen und den Worten in schwarzen Majuskeln und zweizeilig „TERRES AUSTRALES ET“ und „ANTARCTIQUES FRANCAISES“ platziert.
Schildhalter sind zwei weiße abgewendete See-Elefanten.
Symbolik: Der Kerguelenkohl ist eine typische Pflanze des Kerguelen-Archipels. Die drei Sterne symbolisieren die drei Inselgruppen Kerguelen, Crozetinseln sowie Sankt Paul und Amsterdam.